# 屈氏突吻麗魚
屈氏突吻麗魚，為輻鰭魚綱鱸形目隆頭魚亞目慈鯛科的其中一種，分布於非洲馬拉威湖流域，體長可達11.7公分，棲息在岩石底質的水域，屬雜食性，以藻類、甲殼類、蠕蟲等為食，可作為觀賞魚。